# Pyronia punctum
Pyronia punctum är en fjärilsart som beskrevs av Pionneau 1937. Pyronia punctum ingår i släktet Pyronia och familjen praktfjärilar. Inga underarter finns listade.